# Adonisea saturata
Adonisea saturata là một loài bướm đêm trong họ Noctuidae.